# Inch'Allah (chanson de Grand Corps Malade)
Pour les articles homonymes, voir Inch'Allah (homonymie).
Inch'Allah est une chanson du slameur français Grand Corps Malade, en collaboration avec le chanteur algérien Reda Taliani. Inch'Allah est le premier single de Grand Corps Malade classé dans le hit-parade français (#79 dans le hit parade du 19 novembre 2011). Les paroles sont écrites par Grand Corps Malade et la musique est composée par Greg Kasparian. Le single a été produit par Tefa.
Le clip est réalisé par Mehdi Idir. Lorsque Grand Corps Malade voit le chanteur inutile embauché pour la noce de son ami, il « sauve » la célébration avec l'aide de Reda Taliani et quelques autres musiciens. Bien que ce soit une chanson de mariage, Grand Corps Malade profite de l'occasion pour faire une « liste de souhaits » en forme de poésie slam, avec Taliani répondant à sa liste avec Inch'Allah (si Dieu le veut en arabe). Un certain nombre d'artistes, des athlètes et des célébrités françaises font des apparitions dans la vidéo musicale, y compris Yannick Noah, Lilian Thuram, Eric Judor, Mathilda May, DJ Abdel, Rim'K, Kamini, Soprano, Tunisiano et Aketo. Grand Corps Malade fait appel à Rédouane Bougheraba pour remplacer au pied levé Reda Taliani, lors de la fête de la chanson française 2012, Reda Taliani qui devait animer un mariage en Algérie.

## Classement
| Classement (2011) | Meilleure position |
| ----------------- | ------------------ |
| France (SNEP)     | 59                 |